# Вітрук Микола Васильович
Вітрук Микола Васильович (4 листопада 1937, х. Жаровка, Первомайський район, Томська область — 9 серпня 2012, Москва) — російський юрист і державний діяч, суддя Конституційного суду Російської Федерації у відставці. З 2005 р. завідувач кафедри конституційного права Російської академії правосуддя.

## З життєпису
Закінчив 1959 р. юридичний факультет Томського університету. Працював 1963—71 асистентом, ст. викладачем, доцентом юридичного факультету Київського університету.
- У 1971-81 — ст. науковий співробітник Інституту держави і права АН СРСР,
- 1981-84 — професор, заст. нач. кафедри Академії МВС СРСР,
- 1984-91 — нач. кафедри державо-правових дисциплін Вищої юридичної заочної школи МВД СРСР (тепер Юридичний інститут МВС Росії).